# Château de la Pérouse
Le château de la Pérouse est une ancienne maison forte située en France sur la commune de Montmélian, dans le département de la Savoie en région Auvergne-Rhône-Alpes.
Bâtie au XIIIe siècle, elle fut durant le Moyen Âge le centre de la seigneurie de La Pérouse et de Chamousset, avant de laisser place à une maison d'habitation du XIXe siècle,

## Situation
Sur une haute terrasse, dominant le village d'Arbin, au pied du rocher des Calloudes.

## Histoire
En 1274, Guillaume de Bertrand ou Bertrandis, noble originaire de Moûtiers, s'installe à Montmélian. En 1306, Jean de Bertrand, son fils, est le premier à porter le titre de seigneur de La Pérouse et de Chamousset. Il est en possession du château en 1323. Hugues Ier de Bertrand y teste en 1347.
Le 8 août 1471, il se tient au château une réunion des députés de Berne, de Bresse, de France, de Fribourg, de Genève et de Romont.
Le 20 avril 1486, lors d'un voyage à Montmélian, la cour de Savoie, venu de Chambéry, s'installe au château.
En 1597, on relève Hugon Bertrand, seigneur de La Pérouse.
Lors des sièges du fort de Montmélian, et notamment lors du siège de 1600, des batteries, visant ce dernier, y furent installées contre.
En 1810, François-Joseph, comte de La Pérouse dit de Saint-Rémy, colonel de cavalerie dans les armées sardes, mort à Munich en 1816, vend le château à monsieur Jean-Claude Chapperon ; ses arrière-petit-fils, les Tardy, le vendirent, en 1933, à la famille Billoud.

## Description
Le château de la Pérouse se présente aujourd'hui comme une grosse maison quadrangulaire construite, en 1852, par monsieur Alexis Falcoz, avocat. Haute d'un étage sur rez-de-chaussée, érigée sur une terrasse et qui présente les caractéristiques d'une maison du XVIIIe siècle.
Au début du XXe siècle, on en distinguait encore le mur d'enceinte ; restes de murs superposés du château médiéval.
Une vue, datée de 1675, reprise dans le « Theatrum Sabaudiæ » nous donne une description du château à cette époque. Il comprend quatre corps de logis, flanqués de tours. On accédait à la terrasse à l'est par le chemin de la Pérouse. L'enceinte s'étendait alors à la colline adossée au pied de la montagne jusqu'au chemin des Fontaines. Un puits et une citerne, que la tradition orale fait communiquer avec le château de Montmélian, situés dans la cour complétaient cet ensemble.